# Antonio d'Almeida
Antonio d'Almeida (Neuilly-sur-Seine, Alts del Sena, 20 de gener de 1928 - Pittsburgh, EUA, 18 de febrer de 1997) fou un director d'orquestra i musicòleg francès d'ascendència americana i portuguesa.
Inicialment visqué a Buenos Aires (Argentina), on començà els seus estudis musicals en el Conservatori Nacional, rebent classes de composició de Ginastera i de Castro. En acabar la Segona Guerra Mundial restà en la Universitat Yale, participant en un seminari impartit per pel compositor alemany Paul Hindemith. A New Haven fundà una orquestra simfònica, que dirigí entre 1947 i 1950, instal·lant-se en aquesta última data a Mèxic D. F.. En el període 1957-60 dirigí l'Orquestra Simfònica de Lisboa i el 1963-64 una altra formació simfònica a Stuttgart, avalat per la rigorositat de les seves interpretacions.
Especialitzat en òpera romàntica i en el romanticisme i impressionisme simfònic, entre 1965 i 1967 dirigí l'Òpera de París i fou recordada molt de temps una Carmen interpretada pel tenor Franco Corelli i la mezzo Marilyn Horne. Almeida també va dirigir d'altres formacions orquestrals de ciutats tan diverses com; Houston, Edimburg i Buenos Aires.